# Agrotis basidistincta
Agrotis basidistincta är en fjärilsart som beskrevs av Turner 1932. Agrotis basidistincta ingår i släktet Agrotis och familjen nattflyn. Inga underarter finns listade i Catalogue of Life.